# Zakhar Pashutin
Zakhar Pashutin (3 de maio de 1974) é um basquetebolista profissional russo.

## Carreira
Zakhar Pashutin integrou a Seleção Russa de Basquetebol, em Pequim 2008, que terminou na nona colocação.

## Títulos
Seleção Russa
- EuroBasket: 2007